# Чорний лицар (Marvel Comics)
Чорний лицар (англ. Black Knight) — титул, яким володіли кілька різних персонажів з коміксів американського видавництва Marvel Comics. Титул передався від покоління до покоління, а серед Чорних лицарів за весь час були і супергерої, і суперлиходії. Перший з них (Сер Персі) з'явився у Black Knight #1 (травень 1955) та був створений Стеном Лі і Джо Маніелі.
Сер Персі був середньовічним шляхетним лицарем. Другий Чорний лицар на ім'я Натан Ґаррет — лиходій та нащадок першого. Третім був Дейн Вітман, що отримав титул від свого дядька Натана, він став супергероєм і приєднався до Месників. Четвертим Чорним лицарем був Августин дю Лак, його генетичний зв'язок з попередніми невстановлений.
У рамках кіновсесвіту Marvel роль Дейна Вітмана грає англійський актор Кіт Герінґтон. Персонаж дебютував у фільмі «Вічні» (2021).

## Історія публікацій
Перший Чорний лицар, сер Персі зі Скандії, з'явився в серії коміксів, що складалась з п'ятьох випусків Black Knight, події якої відбувались в середньовіччі. Вона виходила в період між травнем 1955 року та квітнем 1956. Комікс видавався Atlas Comics, яке пізніше стало відомим як Marvel Comics.
Нащадок Персі — професор Натан Ґаррет дебютував в Tales to Astonish #52 (лютий 1964). Далі він фігурував у Avengers #6, 14-15 (липень 1964, березень-квітень 1965) та в Tales of Suspense #73 (січень 1966), де був серйозно поранений.
Дейн Вітман, племінник Ґаррета вперше з'явився в Avengers #47 (грудень 1967), в наступному випуску він стає супергероєм на ім'я Чорний лицар. Далі він виступає поряд з Месниками, а пізніше стає постійним членом команди впродовж випусків #252-300 (1985—1989) та #329-375 (1991—1994).
В сюжетній лінії, що проходила в серії Avengers з #343 по #375 (1992—1994), сюжет був сфокусований на Дейні, а точніше на його стосунках з вічною Серсі та боротьбі з лиходієм Проктором з іншого всесвіту. Дейн Вітман в якості гостя з'являвся в UltraForce #8-10 (1995) та другому томі UltraForce # 1-12 (1995—1996) від Malibu Comics. Повернувшись у всесвіт Marvel, персонаж фігурував у Heroes for Hire (укр. Наймані герої) #1-16 (1997—1998) та Captain Britain and MI-13 #1-15 (2008—2009), де став агентом британської таємної організації. Чорний лицар так і не зустрівся з Месниками, членом яких був довгий час. В 2015 році, в рамках All-New, All-Different Marvel була запущена сольна серія Дейна Вітмана, але після п'ятьох випусків її закрили через низькі продажі.
Вітмен та сер Персі також з'явились в Black Knight #1-4 (червень-вересень 1990). Через 5 років Персі в якості камео фігурував у Namor #60 (1995) як частина сюжетної лінії «Атлантида». Дейн, разом з Персі стали головними героями ван-шоту Black Knight: Exodus (грудень 1996), який вийшов у грудні 1996 року. Сер Персі також був головним героєм у ще одному ван-шоті Mystic Arcana: Black Knight (вересень 2007).
Четвертий Чорний лицар, Августин дю Лак, вперше з'явився у коміксі Black Panther #3 (червень 2005), створений письменником Реджинальдом Гадліном та художником Джоном Роміта-молодшим.

## Вигадана біографія героїв

### Сер Персі
Оригінальний Чорний лицар жив у VI столітті, де був найкращим воїном на службі в короля Артура. Його вербує Мерлін, після чого сер Персі стає Чорним лицарем. Мерлін дарує йому Ебонітовий меч (англ. Ebony Blade), який виготовлений з метеориту. Постійним противником Персі виступає Мордред (племінник Артура та зрадник королівства). Під час падіння Камелоту лицар помирає від поранення в спину зачарованим клинком. Сам Мордред також гине від численних ран, завданих королем Артуром. Мерлін зберігає душу Персі, використавши заклинання, яке оживить його, якщо Мордреду вдасться повернутися. Дух Персі з'являвся у видіннях свого нащадка Дейна Вітмана, щоб дати поради.

### Натан Ґаррет
Професор біології Натан Ґаррет є нащадком середньовічного сера Персі. Одного разу він знаходить захоронення свого предка і Ебоновий меч. Дух Персі відчув лиху особистість Натана і не дозволив йому заволодіти мечем. Розізлившись, вчений розробляє арсенал зброї, яка виглядає як середньовічна, але насправді використовує сучасні технології. Ґаррет проводить генетичні експерименти, внаслідок яких він створює крилатого коня. Він називає себе Чорним лицарем і починає кар'єру суперлиходія, щоб осквернити честь свого героїчного предка.
Після битви з супергероєм Велетнем (Генрі Пімом), Барон Земо запрошує його в суперлиходійську команду Майстри Зла, що має на меті знищення Месників. Натан, як і інші члени команди, поширює по місту Клей Ікс, але вперше зазнає поразку від рук Тора. Далі він бере участь у двох боях з Месниками, в останньому з яких тікає з в'язниці за допомогою Чарівниці, а також бореться з Залізною людиною через машину Доктора Дума, що примусила різних суперлиходіїв здійснити атаку на весілля Містера Фантастика і Невидимої Леді. Пізніше, Фантастик створює схожу машину, але на цей раз вона видалила спогади про весілля з пам'яті лиходіїв, в тому числі і Натана.
Опісля цих пригод він, намагаючись вбити Залізну людину, падає зі свого коня та отримує рану, несумісну з життям. Чекаючи своєї смерті, Ґаррет викликає свого племінника Дейна Вітмана, розповідає йому таємницю своєї суперлиходійської особистості, кається за свої дії та передає мантію Чорного лицаря племіннику.

### Дейн Вітман
Дейн Вітман отримав мантію Чорного лицаря від свого помираючого дядька. Дейн, на відміну від дядька, обрав кар'єру супергероя. Впродовж своїх пригод, він брав участь у командах Месники, Захисники, Наймані герої, Новий Екскалібур. Був агентом таємної британської організації MI-13. Також допомагав Мерліну та повернув Капітана Британія, який застряг на безлюдному острові та втратив пам'ять.

### Августин дю Лак
Чорний лицар Ватикану на ім'я Августин дю Лак отримав Ебоновий меч від ватиканських агентів, що знайшли його в іракському гнізді вампірів. Він приєднався до команди суперлиходіїв, організованої Уліссом Кло для завоювання африканської країни Ваканда. Августин, будучи набожним католиком, прагнув поширити серед вакандців католицизм. Він зазнав поразки в бою з Чорною Пантерою, який забрав в дю Лака Ебоновий меч. В нього теж був свій крилатий кінь, його пізніше забрав Альоша Кравінов, вбив і з'їв.

### Жіноча версія Чорного лицаря
Дівчина-підліток носила ім'я Чорний лицар, будучи учасником суперлиходійської команди Юні Майстри. Як вона отримала Ебоновий меч та що трапилось з Августином залишається невідомо.

## Родовід Чорних лицарів
Після сера Персі звання Чорного лицаря передавалось з покоління до покоління. Натан Ґаррет і його племінник Дейн Вітман є частиною родового дерева, що бере свої корені ще з VI століття. У коміксі Новий Екскалібур #10, що був частиною сюжетної лінії «Останній день Камелоту», показано оновлений Дейном замок Натана. Тепер замок є музеєм Чорних лицарів, де знаходяться різні атрибути цих героїв, а також тіло сера Персі. В музеї представлений довгий ряд зображень усіх Чорних лицарів. Серед тих, які були названі:
- Сер Растон — племінник сера Персі, що перейняв його мантію. Жив у середньовіччі, але був учасником Анахронавтів — групи мандрівників у часі, створеної Кангом Завойовником.[16]
- Сер Еобар з Ґаррінгтона — був Чорним лицарем в часи Хрестових походів.[17]
- Сер Вільям — зображений в окопах під час Першої світової війни.
- Сер Генрі — безстрашний авантюрист.

Пізніше, в тому ж «Останньому дні Камелоту», було встановлено, що технічно сер Персі не був першим Чорним лицарем. Перед ним Ебоновим мечем володіли ще вісім людей. Останнім з них був кузен короля Артура — Реджинальд. Кожного з них меч зводив з розуму, що призводило до їхньої смерті. Пізніше було вирішено, що лише троє людей зможуть володіти ним. Артур і Мерлін були надто заклопотані іншими справами, тому тягар випав на плечі сера Персі, незважаючи на ризики.
Так званим «останнім лицарем» вважається Ернст Вайзін, що жив у 2600 році.

## Альтернативні версії

### Земля Ікс
В серії коміксів Earth X Чорним лицарем є Ахура — син нелюдей Чорного Грому та Медузи. Натомість Дейн Вітман був перетворений на камінь завдяки силам Сірої Гаргульї.

### Marvel Zombies
Зомбі-версія Дейна Вітмана є одним з численних зомбі, що оточили замок Доктора Дума, щоб поласувати плоттю людей, які ховаються всередині. Врешті-решт їм вдається врятуватися.

### Ultimate Marvel
У всесвіті Ultimate Marvel (Земля-1610 у мультивсесвіті Marvel Comics) Чорний лицар (справжнє ім'я — Алекс) є членом супергеройської команди Захисники. Він має довге волосся, бороду, носить шматки броні та, загалом, виглядає як учасник рольових ігор живої дії.
Дейн Вітман як Чорний лицар також існує в цьому всесвіті. Вперше він з'являється у Ultimate Comics: Ultimates, як член Алтімейтс, що існувала на десятиліття раніше за сучасну. Він був непостійним, тому його довго не могли офіційно залучити в команду. У підсумку, ця версія Дейна стабілізувалася, але проєкт «Алтімейтс» був закритий і він не зміг повноцінно стати її членом.

## Поза коміксів

### Мультсеріали
- Натан Ґаррет як Чорний лицар з'являється в частині про Капітана Америка та Месників анімаційного шоу «Супергерої Marvel». Він є членом Майстрів Зла Генріха Земо. Пізніше, в сольному виступі він бореться з Залізною людиною.
- Сер Персі фігурував в епізоді Лицарі і демони мультсеріалу «Людина-павук та його дивовижні друзі». Епізод був створений за сценарієм Дона Ґлюта, персонажа озвучив Вік Перрін. Була ідея ввести в мультсеріал Дейна Вітмана, але згодом вона була відхилена, щоб уникнути плутанини.[23]
- У мультсеріалі «Чорна Пантера» 2010 року Августин дю Лак є одним з тих, хто допомагає Кло вторгнутися на територію Ваканди. Роль Чорного лицаря озвучив JB Blanc.
- Натан Ґаррет з'являється в епізоді Pepper Interrupted мультсеріалу «Залізна людина: Пригоди в броні». Тут він є членом Маґґії — міжнародного злочинного об'єднання та воїном Графа Нефарії.
- Дейн Вітман у якості камео фігурує в епізоді Come the Conqueror мультсеріалу 2010 року «Месники: Могутні герої Землі», захищаючи Лондон від армії Канга.

### Фільми
- Дейн Вітман у виконанні Кіта Герінґтона з'явився у фільмі «Вічні» (2021), який є частиною кіновсесвіту Marvel.[1] Він працює викладачем історії при Лондонському музеї природознавства і має романтичні стосунки з Серсі (Джемма Чан), яка намагається жити як звичайна людина. Згодом їх серед міста атакує один з девіантів. На допомогу Серсі приходять двоє інших Вічних — Ікаріс (Річард Медден) і Спрайт (Лія МакГ'ю). Серсі пояснює Дейну, що вона змушена захистити людей від девіантів, а тому вирушити у мандрівку, аби запобігти Явленню, процесу народження з-під земної кори селестіала. У фіналі Дейн також виявляє дещо про своє походження, але перш, ніж розповісти це Серсі, її, Фастоса (Браян Тайрі Генрі) та Кінґо (Кумейл Нанджіані) викрадає Арішем Суддя. Як показано в сцені після титрів, Вітман відчиняє скриню з Ебоновим мечем, а таємничий голос цікавиться, чи готовий він до цього. Голос належить Блейдові (Магершала Алі), чий сольний фільм вийде в 2023 році.[24]

### Відеоігри
- Чорний лицар (Дейн Вітман) присутній у Marvel: Avengers Alliance як іграбельний персонаж.
- Дейн Вітман доступний як іграбельний герой у Marvel: Avengers Alliance.
- Три версії Чорного лицаря є іграбельними персонажами у DLC до відеогри Lego Marvel's Avengers. Натан Ґаррет і Дейн Вітман з'являються у The Masters of Evil Pack, а Августин дю Лак в Classic Black Panther Pack.[25]
- Підліткова версія Вітмана є іграбельним персонажем у мобільній грі Marvel Avengers Academy.
- Дейн Вітман, сер Персі та Натан Ґаррет є іграбельними героями в Lego Marvel Super Heroes 2 2017 року. В сюжетній кампанії сер Персі проживає в середньовічній Англії, шматок якої головний лиходій гри викрав до свого міста Хронополіс. Його захоплюють Натан Ґаррет та Чарівниця, а Капітан Америка, Капітан Авалон, Доктор Стрендж, Ґамора і Ґрут направляються врятувати Персі, що їм, по завершенні рівня, вдається.